# Municipio San Pedro de Quemes
Das Municipio San Pedro de Quemes ist ein Verwaltungsbezirk im Departamento Potosí im Hochland des südamerikanischen Anden-Staates Bolivien.

## Lage im Nahraum
San Pedro de Quemes ist eines von zwei Municipios in der Provinz Nor Lípez und schließt sich im Süden an den Salzsee Salar de Uyuni an. Es grenzt im Norden an die Provinz Daniel Campos, im Westen an die Republik Chile und im Süden und Osten an das Municipio Colcha „K“. Es erstreckt sich über etwa 135 Kilometer in nord-südlicher und über 80 Kilometer in ost-westlicher Richtung.
Der zentrale Ort des Municipios ist San Pedro de Quemes mit 555 Einwohnern (2012) am nördlichen Rand des Municipios.

## Geographie
Das Municipio San Pedro de Quemes liegt auf dem bolivianischen Altiplano zwischen den Anden-Gebirgsketten der Cordillera Occidental im Westen und der Cordillera de Lípez im Südosten.
Die mittlere Durchschnittstemperatur der Region liegt bei knapp 8 °C, der Jahresniederschlag beträgt nur 70 mm (siehe Klimadiagramm Avaroa). Die Region weist ein ausgeprägtes Tageszeitenklima auf, die Monatsdurchschnittstemperaturen schwanken nur unwesentlich zwischen 4 °C im Juni/Juli und 10 °C von Dezember bis Februar. Nennenswerte Monatsniederschläge von monatlich 30 mm fallen nur in den Monaten Januar und Februar, der Rest des Jahres ist nahezu niederschlagsfrei.

## Bevölkerung
Die nur geringe Einwohnerzahl ist zwischen 1992 und 2024 auf nahezu das Dreifache angestiegen:
| Jahr | Einwohner | Quelle       |
| ---- | --------- | ------------ |
| 1992 | 587       | Volkszählung |
| 2001 | 815       | Volkszählung |
| 2012 | 1060      | Volkszählung |
| 2024 | 1603      | Volkszählung |

Die Bevölkerungsdichte des Municipio bei der Volkszählung von 2024 betrug 0,37 Einwohner/km². Der Anteil der städtischen Bevölkerung ist 0 Prozent, der Anteil der unter 15-Jährigen an der Bevölkerung beträgt 43,6 Prozent.
Der Alphabetisierungsgrad bei den über 19-Jährigen beträgt 92 Prozent, und zwar 96 Prozent bei Männern und 86 Prozent bei Frauen. Wichtigste Sprache mit einem Anteil von 98 Prozent ist Spanisch, 33 Prozent der Bevölkerung sprechen Quechua; 93 Prozent der Bevölkerung sind katholisch, 3 Prozent evangelisch.
Die Lebenserwartung der Neugeborenen liegt bei 62 Jahren. 98 Prozent der Bevölkerung haben keinen Zugang zu Elektrizität, 99 Prozent leben ohne sanitäre Einrichtung.

## Politik
Ergebnis der Regionalwahlen (concejales del municipio) vom 4. April 2010:
| Wahl- berechtigte |  | Wahl- beteiligung | gültige Stimmen |  | MAS-IPSP | MSM    |
| ----------------- |  | ----------------- | --------------- |  | -------- | ------ |
| 305               |  | 258               | 235             |  | 132      | 103    |
|                   |  | 84,6 %            | 91,1 %          |  | 56,2 %   | 43,8 % |

Ergebnis der Regionalwahlen (elecciones de autoridades políticas) vom 7. März 2021:
| Wahl- berechtigte |  | Wahl- beteiligung | gültige Stimmen |  | AS      | MAS-IPSP | PAN-BOL | C-A    |
| ----------------- |  | ----------------- | --------------- |  | ------- | -------- | ------- | ------ |
| 541               |  | 426               | 392             |  | 200     | 161      | 11      | 7      |
|                   |  | 78,74 %           | 92,02 %         |  | 51,02 % | 41,07 %  | 2,81 %  | 1,79 % |

## Gliederung
Das Municipio unterteilt sich in die folgenden drei Kantone (cantones):
- 05-0902-01 Kanton San Pedro de Quemes – 14 Ortschaften – 952 Einwohner (Volkszählung 2012)
- 05-0902-04 Kanton Pajancha – 1 Ortschaft – 60 Einwohner
- 05-0902-05 Kanton Avaroa – 1 Ortschaft – 48 Einwohner

## Ortschaften im Municipio San Pedro de Quemes
- Kanton San Pedro de Quemes
  - San Pedro de Quemes 555 Einw. – Chiguana 21 Einw.

- Kanton Pajancha
  - Pajancha 60 Einw.

- Kanton Avaroa
  - Avaroa 48 Einw.